# Рита (ізраїльська співачка)
Ри́та, (івр. ריטה, справжнє ім'я Рита Яган Фаруз нар. 24 березня 1962, Тегеран, Іран) — ізраїльська поп-співачка та акторка.

## Біографія
Народилась 24 березня 1962 року в Тегерані (Іран). Вона та її родина емігрували до Ізраїлю в  1970 році. Мати та батько Рити — євреї, що, як і величезне число іранських євреїв, перебралися до Ізраїлю після проголошення ним незалежності в 1948 році.

### Кар'єра
Рита розпочала свою кар'єру в 1980 році в складі музичного колективу Збройних Сил Ізраїлю.
1982 року Рита відвідала школу акторської майстерності «Бейт Цві» (Beit Zvi).
Першим значним публічним виступом Рити в Ізраїлі стала участь 1986 року на внутрішньоізраїльському пісенному конкурсі (Kdam-Eurovision) і водночас кваліфікаційному етапі, на якому визначається кандидатура від Ізраїлю на наступне Євробачення. І хоча Рита не перемогла, та її пісня Shvil habricha та провокуюче шоу викликали значне зацікавлення. Цього ж року (1986) Рита почала грати у місцевій версії бродвейського мюзиклу My Fair Lady та випустила свій дебютний альбом Rita, який тричі ставав платиновим (загалом було продано понад 120 000 копій).
1988 року Рита записала другу платівку Yemei Ha'Tom («Дні невинності»), спродюсовану її чоловіком Рамі Кляйнштейном (Rami Kleinstein), яка містила пісню відомого в Ізраїлі автора Ханоха Левіна (Hanoch Levin). 

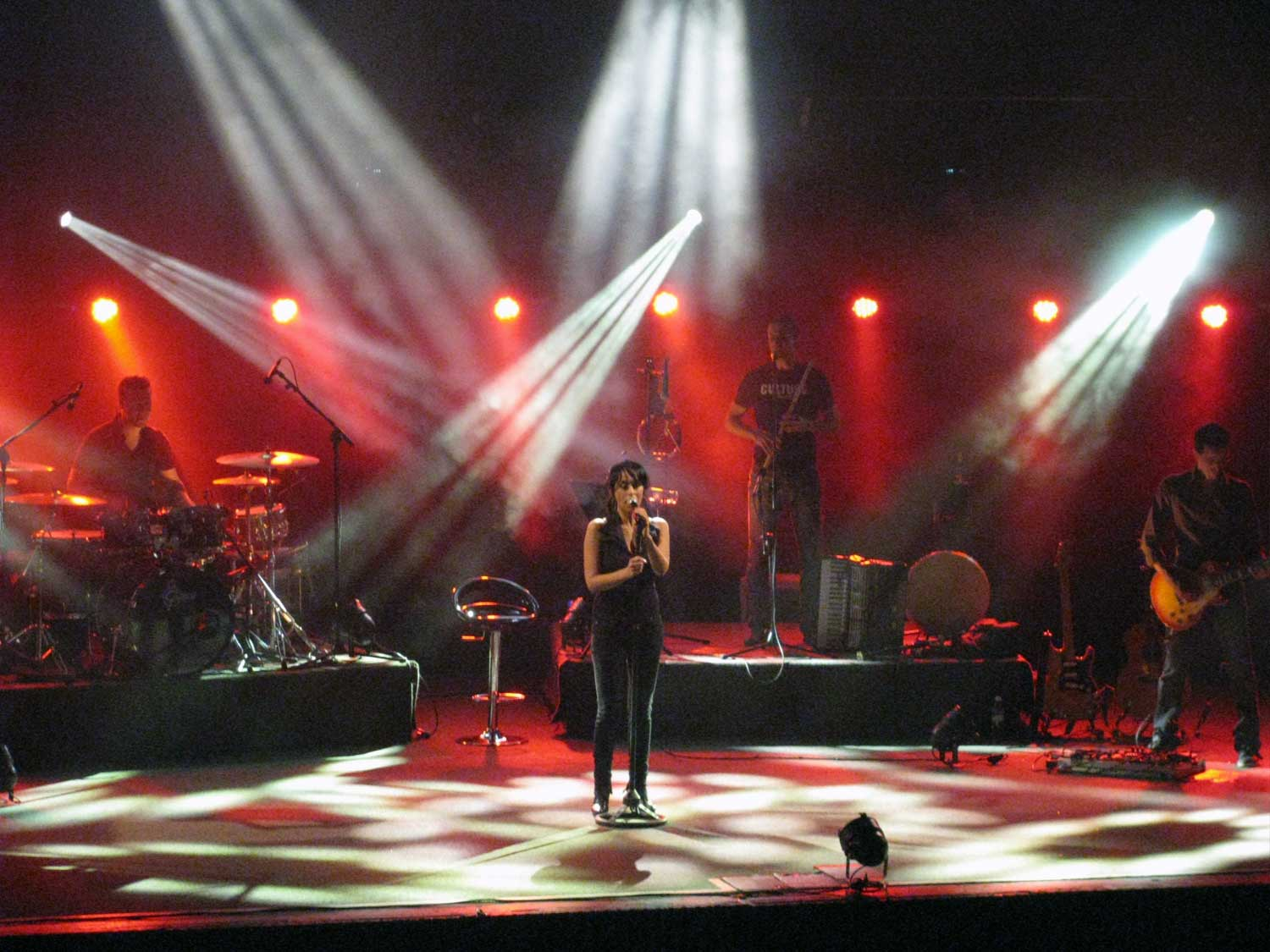
Рита під час концерту в Єрусалимі, 8 лютого 2009 року

Рита представляла Ізраїль на пісенному конкурсі Євробачення 1990, з піснею «Shara Barkhovot» («Співаючи на вулицях») посіла 18-е місце. Після нетривалої перерви Рита повернулася на естраду з новим (третім) альбомом Ahava Gedola («Велике кохання»), який був також успішним і після якого співачка три роки виступала з туром країною. Платівку Tahanot Bazman («Сходинки часу») було випущено 1996 року і вона містила переважно матеріали, які не ввійшли до раніших альбомів.
1998 року Риту запросили виконати гімн Ізраїлю Hatikvah («Надія») як частину урочистостей до 50-річчя Держави Ізраїль (святкування мало назву Paamonei ha'yovel «Ювілейні Дзвони»).
1999 року Рита випустила платівку Tiftah Halon («Відчини вікно»), що також мала значний успіх, а от наступна (2003 рік) Hamtzan («Кисень») не повторила успіху попередниці. У 2004 році Рита зіграла роль Роксі Гарт в ізраїльській адаптації мюзиклу «Чикаго» в Beit Leisin Theater.
2006 року Рита зробила нове шоу з англомовною назвою One («Одна»), що з успіхом тривало місяць на одній з найбільших сцен країни — у Ізраїльському Центрі торгових ярмарків і виставок (Israel Trade Fairs & Convention Center). Постановку шоу-програми здійснив Ханох Розен, вона включала лазерне шоу, 3-D, димові і вогняні ефекти, відбувалася за участю 40 танцюристів, акробатів та акторів. Шоу справило фурор у країні — було продано понад 100 000  квитків.
По п'яти роках перерви 2008 року Рита видала 7-й альбом Remzaim («Думки, здогади»), що став платиновим.

## Особисте життя
У 2001 році Рита одружилася з піаністом, композитором і співаком Рамі Кляйнштейном. В шлюбі народила доньок Meshi і Noam. 3 вересня 2007 було оголошено про розірвання шлюбу.

## Дискографія
| Рік  | Оригінальна назва    | Український переклад   | Успіх альбому в Ізраїлі |
| ---- | -------------------- | ---------------------- | ----------------------- |
| 1985 | Rita                 | «Рита»                 | чотири рази платиновий  |
| 1987 | Breaking Those Walls | «Ламаючи ті стіни»     | золотий                 |
| 1988 | Yamey Ha-Tom         | «Дні невинності»       | 5 разів золотий         |
| 1994 | Ahava Gdola          | «Велике кохання»       | 4 рази платиновий       |
| 1996 | Tahanot BaZman       | «Сходинки часу»        | двічі платиновий        |
| 1999 | Tiftah Halon         | «Відчини вікно»        | двічі платиновий        |
| 2000 | Time for Peace       | «Час для миру»         | золотий                 |
| 2001 | Rita & Rami On Stage | «Рита і Рамі на сцені» | 5 разів золотий         |
| 2003 | Hamtsan              | «Кисень»               | золотий                 |
| 2007 | One Live             | «Одне життя»           | золотий                 |
| 2008 | Remazim              | «Думки»                | платиновий              |

## Виноски
1. ↑  Person Profile // Internet Movie Database — 1990.
2. ↑  SNAC — 2010.
3. ↑  Deutsche Nationalbibliothek Record #1050794834 // Gemeinsame Normdatei — 2012—2016.
4. ↑  IMDB Rita Kleinstein Bio. Архів оригіналу за 15 лютого 2011. Процитовано 10 травня 2009.
5. ↑  Про ізраїльську версію мюзиклу «Чикаго» на www.nrg.co.il. Архів оригіналу за 24 квітня 2010. Процитовано 11 травня 2009. Про ізраїльську версію мюзиклу «Чикаго» на www.nrg.co.il (івр.)